# 池山直
池山 直（いけやま なお、1969年9月18日 - ）は、日本の元女子プロボクサー。岡山県真庭市出身。初代WBO女子世界アトム級王者。フュチュール所属。岡山県立岡山操山高等学校卒業。男女通じて日本人最年長記録となる44歳で世界王座奪取を果たした。また、男女通じて日本人最年長記録となる52歳で公式試合出場も果たしている。

## 来歴

### JWBC
- 2001年に健康維持のためそれまで格闘経験も無かったが、ジムの扉を叩く。2003年8月にプロライセンス取得。公務員（岡山市職員）のためファイトマネーは受け取っていない。
- 2003年11月30日、上村里子戦で白星デビュー。この時34歳だった。
- 2005年6月12日、北沢タウンホールにて日本ミニフライ級王座を懸け、因縁の菊地に挑むもドローで王座奪取ならず。菊地はその後日本王座を返上し、WBCF世界ストロー級王座を獲得している。
- 2006年4月30日、日本ミニフライ級王座決定戦に出場し、アヤカを8回TKOで退け王座獲得。
- 2006年10月1日、西田久美子に判定で初防衛。
- 2007年11月18日、WIBA世界ミニマム級王座決定戦をオレンジホールでクリスティーナ・ベレンスキーと行い、10R判定勝ちを収め王座を獲得した。

### JBC - 一時引退
- 2008年のJBCの女子公認に合わせ、フジワラボクシングジムから中外ボクシング&スポーツジムに移籍。38歳という年齢ながら特例で受験を認められ4月29日に行われた関西地区初の女子プロライセンス試験にB級合格した[4][5]。
- 2008年8月3日、香川県坂出市の坂出サティホールでノーンブア・ルークプライアリー（タイ）とのノンタイトル戦で2RTKOで勝利。
- 2008年11月25日、坂出サティホールで上村里子とのノンタイトル戦で、6R3-0判定勝ち。
- 2009年1月30日、所属していた中外ジムが不祥事での活動停止のため、西日本ボクシング協会預かり選手となった。
- 2009年5月2日、WBC女子世界アトム級王者小関桃に後楽園ホールで挑戦し、0-3判定で敗れ日本最年長記録での世界タイトル奪取ならず。
- 2010年8月15日、韓国で朴智賢が持つIFBAミニマム級王座に挑戦。判定負け。
- 2010年12月5日、小田美佳に勝利したが、父の訃報のため一度引退。

### 復帰 - WBO世界王座獲得
- 2013年、京都のフュチュールに移籍して3年ぶりに復帰[6]。地元のジムで後輩と接していくうちに、夢を諦めたままでいいのかという気持ちが沸いたのがきっかけだった[7]。
- 2013年12月14日、アゼリア大正にて復帰戦として岩川美花と対戦し、判定勝利。
- 2014年5月17日、復帰第2戦にして、初代WBO女子世界アトム級王座決定戦としてジョゼベル・パガデュアンと対戦（WBC女子ミニフライ級の安藤麻里 vs 黒木優子とのダブル世界戦）[8]。試合は3-0判定で勝利し、藤岡奈穂子の38歳2ヶ月26日（当時）を上回る44歳7ヶ月29日で国内最年長世界王座獲得記録、そして日本人初の40代世界チャンピオンを戴冠した[9]。JBC公認タイトル獲得としてもそれまでのつのだのりこの42歳1ヶ月を上回る最年長記録であった（2024年4月6日野中悠樹が46歳3ヶ月に更新。女子としては現在も最年長記録）。
- 2014年9月20日、同じく現役復帰した秋田屋まさえ相手に初防衛戦（WBO女子ミニフライ級の池原シーサー久美子 vs グレッツェン・アバニエルとのダブル世界戦）[10]。2回にダウンを奪った後、中盤はパンチを押される場面もあったが、後半の巻き返しで3-0の判定勝利で、45歳2日での国内最年長世界王座防衛を果たした[11]。
- 2015年2月28日、2度目の防衛戦として過去に東郷理代と対戦経験を有するノル・グロと対戦[12]。3-0の判定で2度目の防衛に成功し、自身が持つ国内最年長防衛記録を45歳5ヶ月に更新した[13]。
- 2015年12月19日、ジュジース・ナガワ相手に3度目の防衛戦を行い、3-0の判定で3度目の防衛に成功[14]。この試合はスリランカ・コロンボにて同国初のプロボクシング興行の一戦として挙行された[15]。
- 2016年6月13日、後楽園ホールにて東洋太平洋ミニフライ級王者花形冴美の挑戦を受け、1-1（96-94、94-96、95-95）の引分で辛くも4度目の防衛に成功、最年長防衛記録も46歳8ヶ月に更新した[1][16]。
- 2016年12月13日、後楽園ホールにて元WBAライトミニマム級王者宮尾綾香と10年ぶりの再戦を6回TKOで締め、5度目の防衛に成功[17]。最年長防衛記録も47歳2ヶ月に更新するとともに、猪崎かずみが持っていた公式試合最年長出場記録も更新した。また、横田広明が持っていた男女最年長KO勝利記録も更新した。2025年6月22日に恵良敏彦に更新されるまで男女最年長勝利記録でもあった。
- 2017年7月11日、後楽園ホールにて花形冴美と6度目の防衛戦を行い、16年6月同様再度のスプリットディシジョン(96-94、94-96、95-95)の引分防衛に成功し、自身の持つ最年長世界王座防衛記録を47歳9ヶ月に更新した[18]。

### 王座陥落 - 引退
- 2018年7月29日、KBSホールにてアマチュア全日本王者の経験を持つ岩川美花と7度目の防衛戦を行うが、1-2（96-94×2、94-96）の判定で敗れ、4年2ヶ月保持した王座から陥落、JBCから「負けたら引退」の勧告を受けていた48歳の池山は試合後に一度は引退を表明した[19]。
- しかし、宮尾綾香とのWBA女子世界アトム級暫定王座決定戦が決まり引退を撤回、2018年11月20日に後楽園ホールにて試合に臨むが0-3（97-92×2、96-93）の判定で敗れ49歳2ヶ月での王座返り咲きはならなかった[20]。
- 2019年4月14日、KBSホールにて元WBC女子世界ミニフライ級王者黒木優子とノンタイトルで対戦し、1-1の判定で引き分け[21]。9月に50歳を迎えるが、去就については「ちょっと考えます」と明言を避けた[22]
- 2021年10月15日、後楽園ホールにて2年ぶりの試合として元WBO女子世界ミニマム級王者江畑佳代子の引退試合の相手となるが[23][注 1]、試合は最終6回にダウンを奪われ、0-3判定で敗れた[25]。なお、試合時点で52歳27日となり、国内初の50代での公式試合出場となった。
- 2023年4月15日、大阪府立体育会館（エディオンアリーナ大阪）第2競技場にて引退式[INS 1]。IBF女子世界アトム級王者の岩川美花と引退スパーリングを行い、53歳ながら素早い出入りとボディ打ちで衰え知らずの軽快な動きを披露し、20年に及ぶプロボクサー人生に幕を下ろした[26]。

## 戦績
- JWBC:10戦 8勝 3KO 1敗 1分
- JBC:18戦 10勝 2KO 5敗 3分

| 戦           | 日付           | 勝敗 | 時間    | 内容    | 対戦相手                       | 国籍       | 備考                                 |
| ------------ | -------------- | ---- | ------- | ------- | ------------------------------ | ---------- | ------------------------------------ |
| 1            | 2003年11月30日 | ☆    | 4R      | 判定3-0 | 上村里子                       | 日本       | プロデビュー戦                       |
| 2            | 2004年2月22日  | ☆    | 2R      | KO      | 櫻田由樹                       | 日本       |                                      |
| 3            | 2004年5月23日  | ★    | 4R      | 判定0-3 | 菊地奈々子                     | 日本       | 日本ミニフライ級トーナメント         |
| 4            | 2005年3月13日  | ☆    | 6R      | 判定3-0 | 渡辺まりか                     | 日本       | 日本ミニフライ級王座次期挑戦者決定戦 |
| 5            | 2005年6月12日  | △    | 8R      | 判定1-1 | 菊地奈々子                     | 日本       | 日本ミニフライ級タイトルマッチ       |
| 6            | 2005年11月20日 | ☆    | 6R      | 判定3-0 | ジプシー・タエコ               | 日本       |                                      |
| 7            | 2006年4月30日  | ☆    | 4R 2:00 | TKO     | アヤカ                         | 日本       | 日本ミニフライ級タイトルマッチ       |
| 8            | 2006年10月1日  | ☆    | 8R      | 判定2-1 | 西田久美子                     | 日本       | 日本王座防衛1                        |
| 9            | 2007年5月13日  | ☆    | 3R 1:16 | KO      | 金那慶                         | 韓国       |                                      |
| 10           | 2007年11月18日 | ☆    | 10R     | 判定3-0 | クリスティーナ・ベレンスキー   | ハンガリー | WIBA世界ミニマム級タイトルマッチ     |
| 11           | 2008年8月3日   | ☆    | 2R 0:46 | TKO     | ノーンブア・ルークプライアリー | タイ       |                                      |
| 12           | 2008年11月23日 | ☆    | 6R      | 判定3-0 | 上村里子（山木）               | 日本       |                                      |
| 13           | 2009年5月2日   | ★    | 10R     | 判定0-3 | 小関桃（青木）                 | 日本       | WBC女子世界アトム級タイトルマッチ    |
| 14           | 2010年5月16日  | ☆    | 6R      | 判定3-0 | 秋田屋まさえ（ワイルドビート） | 日本       |                                      |
| 15           | 2010年8月15日  | ★    | 10R     | 判定0-3 | 朴智賢                         | 韓国       | IFBA世界ミニマム級タイトルマッチ     |
| 16           | 2010年12月5日  | ☆    | 6R      | 判定2-1 | 小田美佳（宮田）               | 日本       |                                      |
| 17           | 2013年12月14日 | ☆    | 6R      | 判定2-0 | 岩川美花（井岡弘樹）           | 日本       |                                      |
| 18           | 2014年5月17日  | ☆    | 10R     | 判定3-0 | ジョゼベル・パガデュアン       | フィリピン | WBO女子世界アトム級王座決定戦        |
| 19           | 2014年9月20日  | ☆    | 10R     | 判定3-0 | 秋田屋まさえ（ワイルドビート） | 日本       | WBO防衛1                             |
| 20           | 2015年2月28日  | ☆    | 10R     | 判定3-0 | ノル・グロ                     | フィリピン | WBO防衛2                             |
| 21           | 2015年12月19日 | ☆    | 10R     | 判定3-0 | ジュジース・ナガワ             | フィリピン | WBO防衛3                             |
| 22           | 2016年6月14日  | △    | 10R     | 判定1-1 | 花形冴美（花形）               | 日本       | WBO防衛4                             |
| 23           | 2016年12月13日 | ☆    | 6R 0:36 | TKO     | 宮尾綾香（ワタナベ）           | 日本       | WBO防衛5                             |
| 24           | 2017年7月11日  | △    | 10R     | 判定1-1 | 花形冴美                       | 日本       | WBO防衛6                             |
| 25           | 2018年7月29日  | ★    | 10R     | 判定1-2 | 岩川美花（高砂）               | 日本       | WBO陥落                              |
| 26           | 2018年11月20日 | ★    | 10R     | 判定0-3 | 宮尾綾香                       | 日本       | WBA女子世界アトム級暫定王座決定戦    |
| 27           | 2019年4月14日  | △    | 10R     | 判定1-1 | 黒木優子（YuKOフィットネス）   | 日本       |                                      |
| 28           | 2021年10月15日 | ★    | 6R      | 判定0-3 | 江畑佳代子（ワタナベ）         | 日本       | 江畑の引退試合                       |
| テンプレート |                |      |         |         |                                |            |                                      |

## 獲得タイトル
- 第5代JWBCミニフライ級王座
- 第3代WIBA世界ミニマム級王座
- 初代WBO女子世界アトム級王座（防衛6）

## 受賞歴
- 京都府スポーツ特別奨励賞[27]
- 岡山市民スポーツ栄誉賞[28]
- WBO10月度月間最優秀選手[29]